# Прапор Брунею
Прапор Брунею — затверджений 29 вересня 1959 року. Жовтий колір на прапорі Брунею є традиційним. Символи у центрі прапора символізують владу. Кісті рук символізують піклування про народ. Напис арабською мовою на півмісяці: «Вічне служіння Аллаху». Знизу на ленті ще один напис: «Бруней — обитель миру», який є девізом маленького султанату.

## Галерея

1:2 Прапор до 1906 року
Прапор 1906-1959 рр.
1:2 Прапор ВМФ Брунею
2:3 Прапор армії Брунею